# Graf pełny
Graf pełny – graf prosty, nieskierowany, w którym dla każdej pary węzłów istnieje krawędź je łącząca.
Graf pełny o {\displaystyle n} wierzchołkach oznacza się przez {\displaystyle K_{n}}. Niektóre źródła podają, że litera {\displaystyle K} pochodzi od niemieckiego słowa komplett, lecz niemiecki termin vollständiger Graph, oznaczający graf pełny, nie zawiera nawet tej litery. Inne źródła stwierdzają, że tę notację przyjęto w uznaniu zasług Kazimierza Kuratowskiego dla teorii grafów.

## Własności grafów pełnych
- Pełny graf o {\displaystyle n} wierzchołkach posiada {\displaystyle {\tfrac {n(n-1)}{2}}} (lub {\displaystyle {\tbinom {n}{2}}}) krawędzi ({\displaystyle n} boków i {\displaystyle {\tfrac {n(n-3)}{2}}} przekątnych wielokąta).
- Pełny graf stopnia {\displaystyle n} jest grafem regularnym stopnia {\displaystyle n-1.}
- Wszystkie grafy pełne są swoimi klikami.
- Żaden z grafów pełnych stopnia co najmniej {\displaystyle 5} nie jest planarny (wynika z twierdzenia Kuratowskiego).

## Przykłady
Poniżej przedstawione zostały pełne grafy o liczbie wierzchołków od {\displaystyle 1} do {\displaystyle 8{:}}

- {\displaystyle K_{1}}
- {\displaystyle K_{2}}
- {\displaystyle K_{3}}
- {\displaystyle K_{4}}
- {\displaystyle K_{5}}
- {\displaystyle K_{6}}
- {\displaystyle K_{7}}
- {\displaystyle K_{8}}